# Laidprangeleux
Laidprangeleux est un hameau de la commune belge de Rendeux située en Région wallonne dans la province de Luxembourg.
Avant la fusion des communes de 1977, Laidprangeleux faisait partie de la commune de Marcourt.

## Situation
Ce petit hameau d'altitude (altitude aux alentours de 475 m) se trouve sur le plateau ardennais entre les villages de Devantave et Dochamps (commune de Manhay). Il est implanté au milieu d'une cinquantaine d'hectares de pâturages complètement entourés de forêts. C'est dans ces pâturages que l'Isbelle, un affluent de l'Ourthe, prend sa source avant de passer discrètement dans le hameau.

## Description
Laidprangeleux est initialement composé de quatre fermes ou fermettes bâties en moellons de grès avec encadrements en pierre de taille. Quelques habitations plus récentes se sont ajoutées tout en utilisant les mêmes matériaux de construction.

## Activités et tourisme
Une ferme du hameau est une bergerie produisant des fromages artisanaux issus de l'agriculture biologique.
Laidprangeleux possède des gîtes ruraux.
Le Parc Chlorophylle de Dochamps se trouve à moins de 3 kilomètres par la route et à 1,2 kilomètre à vol d'oiseau.